# Hermann Vermeil
Hermann Vermeil (1889 – 1959) è stato un matematico tedesco, oggi maggiormente ricordato per aver pubblicato la prima dimostrazione del teorema che porta il suo nome e che afferma che la curvatura scalare è l'unico invariante assoluto lineare nelle derivate seconde del tensore metrico {\displaystyle g_{\mu \nu }}.
Il teorema fu dimostrato nel 1917 quando era assistente di Hermann Weyl.